# جو أرمسترونغ (ممثل)
جو أرمسترونغ (بالإنجليزية: Joe Armstrong)‏ هو ممثل بريطاني، ولد في 7 أكتوبر 1978 بلندن في المملكة المتحدة. بدأ مشواره المهني سنة 1997.

## أعمال

### أفلام
- (2017) الساعة الأكثر ظلمة[4]

## وصلات خارجية
- جو أرمسترونغ على موقع IMDb (الإنجليزية)
- جو أرمسترونغ على موقع ألو سيني (الفرنسية)
- جو أرمسترونغ على موقع أول موفي (الإنجليزية)
- جو أرمسترونغ على موقع قاعدة بيانات الفيلم (الإنجليزية)
- جو أرمسترونغ على موقع كينوبويسك (الروسية)